# Craspediopsis persimilis
Craspediopsis persimilis är en fjärilsart som beskrevs av Moore 1888. Craspediopsis persimilis ingår i släktet Craspediopsis och familjen mätare. Inga underarter finns listade i Catalogue of Life.